# Окн
Окн (лат. Ocnus) — 1) син Манто, засновник Мантуї; 2) старий, що хотів ніколи не помирати. В Аїді був покараний тим, що плів линву, яку негайно з’їдав осел.